# Emily Campbell
Emily Jade Campbell (Nottingham, 6 de mayo de 1994) es una deportista británica que compite en halterofilia.
Participó en dos Juegos Olímpicos de Verano, obteniendo dos medallas, plata en Tokio 2020 (+87 kg) y bronce en París 2024 (+81 kg).
Ganó dos medallas en el Campeonato Mundial de Halterofilia, en los años 2021 y 2022, y seis medallas en el Campeonato Europeo de Halterofilia entre los años 2019 y 2025.

## Palmarés internacional
| Juegos Olímpicos   | Juegos Olímpicos     | Juegos Olímpicos  | Juegos Olímpicos |
| Año                | Lugar                | Medalla           | Categoría        |
| ------------------ | -------------------- | ----------------- | ---------------- |
| 2020               | Tokio (Japón)        | Medalla de plata  | +87 kg           |
| 2024               | París (Francia)      | Medalla de bronce | +81 kg           |
| Campeonato Mundial |                      |                   |                  |
| Año                | Lugar                | Medalla           | Categoría        |
| 2021               | Taskent (Uzbekistán) | Medalla de bronce | +87 kg           |
| 2022               | Bogotá (Colombia)    | Medalla de plata  | +87 kg           |
| Campeonato Europeo |                      |                   |                  |
| Año                | Lugar                | Medalla           | Categoría        |
| 2019               | Batumi (Georgia)     | Medalla de bronce | +87 kg           |
| 2021               | Moscú (Rusia)        | Medalla de oro    | +87 kg           |
| 2022               | Tirana (Albania)     | Medalla de oro    | +87 kg           |
| 2023               | Ereván (Armenia)     | Medalla de oro    | +87 kg           |
| 2024               | Sofía (Bulgaria)     | Medalla de oro    | +87 kg           |
| 2025               | Chisináu (Moldavia)  | Medalla de oro    | +87 kg           |